# 馬霍維基
51°46′44″N 32°9′1″E / 51.77889°N 32.15028°E
馬霍維基（烏克蘭語：Маховики），是烏克蘭北部的村莊，隸屬切爾尼希夫州的科留基夫卡區。該村始建於1801年，面積0.3平方公里，海拔高度131米，2001年人口51，人口密度每平方公里172.3人。